# Ursula Querner

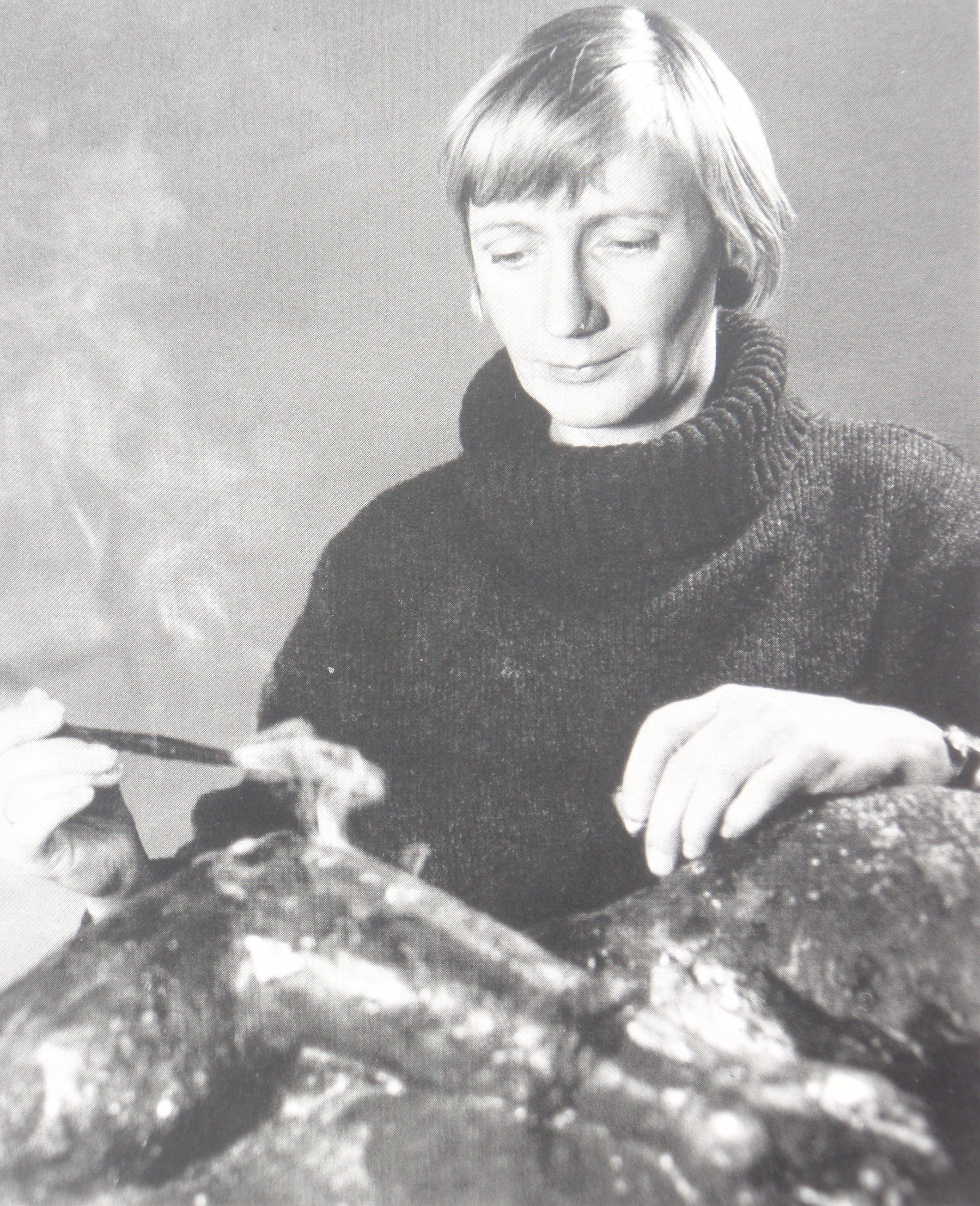
Ursula Querner arbeitet am Wachsmodell, 1964

Ursula Querner-Wallner (* 10. Mai 1921 in Dresden; † 23. Juni 1969 in Hamburg) war eine deutsche Bildhauerin, Plastikerin und Grafikerin.

## Leben

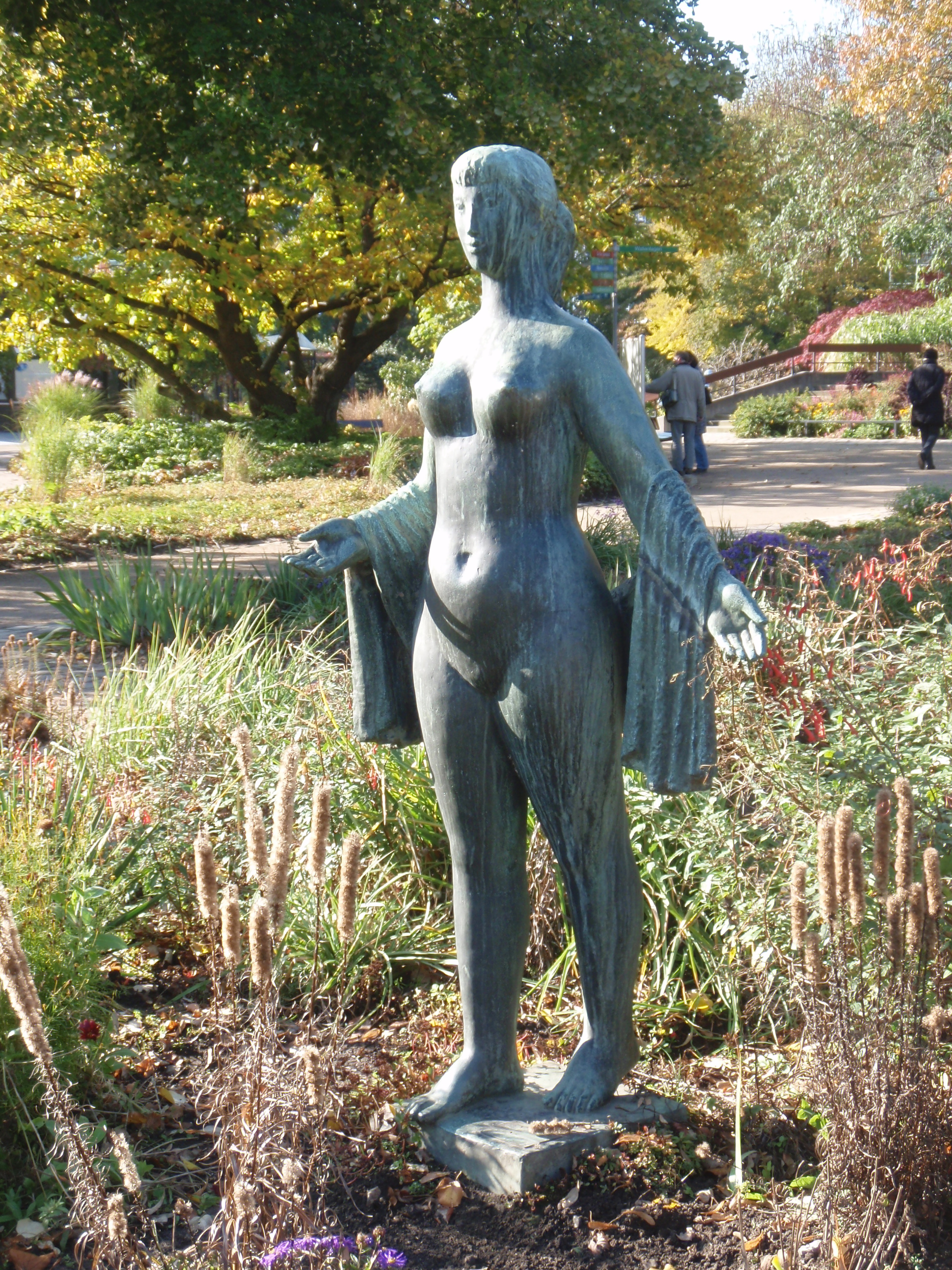
Aurora, 1953, Planten un Blomen, Hamburg

Ursula Querner war die zweitälteste der vier Töchter Rudolf Querners. Ihr Vater war Polizeibeamter, trat 1933 der NSDAP bei und stieg zum SS-Obergruppenführer und General der Waffen-SS und Polizei auf. Ihre Mutter Annemarie war eine geborene Schorkopf. Bereits im Zwinger von Dresden, ihrer Heimatstadt, kam sie – 13-jährig – mit plastischer Kunst in Berührung. In dieser Zeit entstand ihre erste Arbeit im Albertinum, eine kleine Kopie der Statue Leda mit dem Schwan. 1935 siedelte die Familie nach Berlin über und 1936, als Ursula 16 Jahre alt war, nach Hamburg. Ihr Vater war dort ab 1941 Höherer SS- und Polizeiführer (HSSPF).
Vom Schulhof des Mädchengymnasiums am Lerchenfeld in Hamburg-Uhlenhorst beobachtete sie oft die Studenten von der benachbarten Landeskunstschule, der späteren Hochschule für bildende Künste Hamburg (HFBK). Ihren Berufswunsch, Bildhauerin zu werden, fasste sie schon vorher.
Nach bestandenem Abitur 1939 absolvierte Querner eine dreijährige Lehre als Holzbildhauerin mit Gesellenprüfung 1943 an der Staatlichen Schnitzschule Empfertshausen in der Rhön. Hier lernte sie auch das Segelfliegen. Am 10. April 1940 beantragte Ursula Querner die Aufnahme in die NSDAP und wurde zum 1. September desselben Jahres aufgenommen (Mitgliedsnummer 7.693.467).
1943 zog die Familie nach Wien, wo ihr Vater als HSSPF Donau im Wehrkreis XVII mit Dienstsitz Wien eingesetzt war. Dort wurde Ursula als Nachrichtenhelferin verpflichtet und arbeitete als Telefonistin, sodass sie sich nur nachts künstlerisch betätigen konnte. 1945 übersiedelte die Familie nach Malente und Ursula arbeitete bei einem Eutiner Tischler als Holzbildhauerin und Drechslerin. Ihr Vater nahm sich 1945 in Gefangenschaft das Leben.
1946 richtete sie sich ein Atelier in Eutin ein und begann im selben Jahr ihr Studium in Hamburg an der HFBK in der Bildhauerklasse von Edwin Scharff. Erste Arbeiten, Kruzifixe schuf sie für Kirchen im Hamburger Umland. Da Gerhard Marcks ihr eine Assistentenstelle an der HFBK in Aussicht stellte, legte sie 1948 in Lübeck ihre Meisterprüfung als Holzbildhauerin ab und beendete im Herbst 1949 ihr Studium an der HFBK. 1950 wohnte sie in Hamburg-Eppendorf und richtete sich dort ein Atelier ein. 1952 erhielt Ursula Querner das Stipendium des Lichtwark-Preises in Hamburg, übernahm das ehemalige Dachatelier von Fritz Fleer und heiratete 1953 den Maler, Graphiker und Bildhauer Claus Wallner (1926–1979). 1959 ermöglichte ihr der Rompreis einen zehnmonatigen Aufenthalt in der Villa Massimo. Sie war Mitglied im Deutschen Künstlerbund.

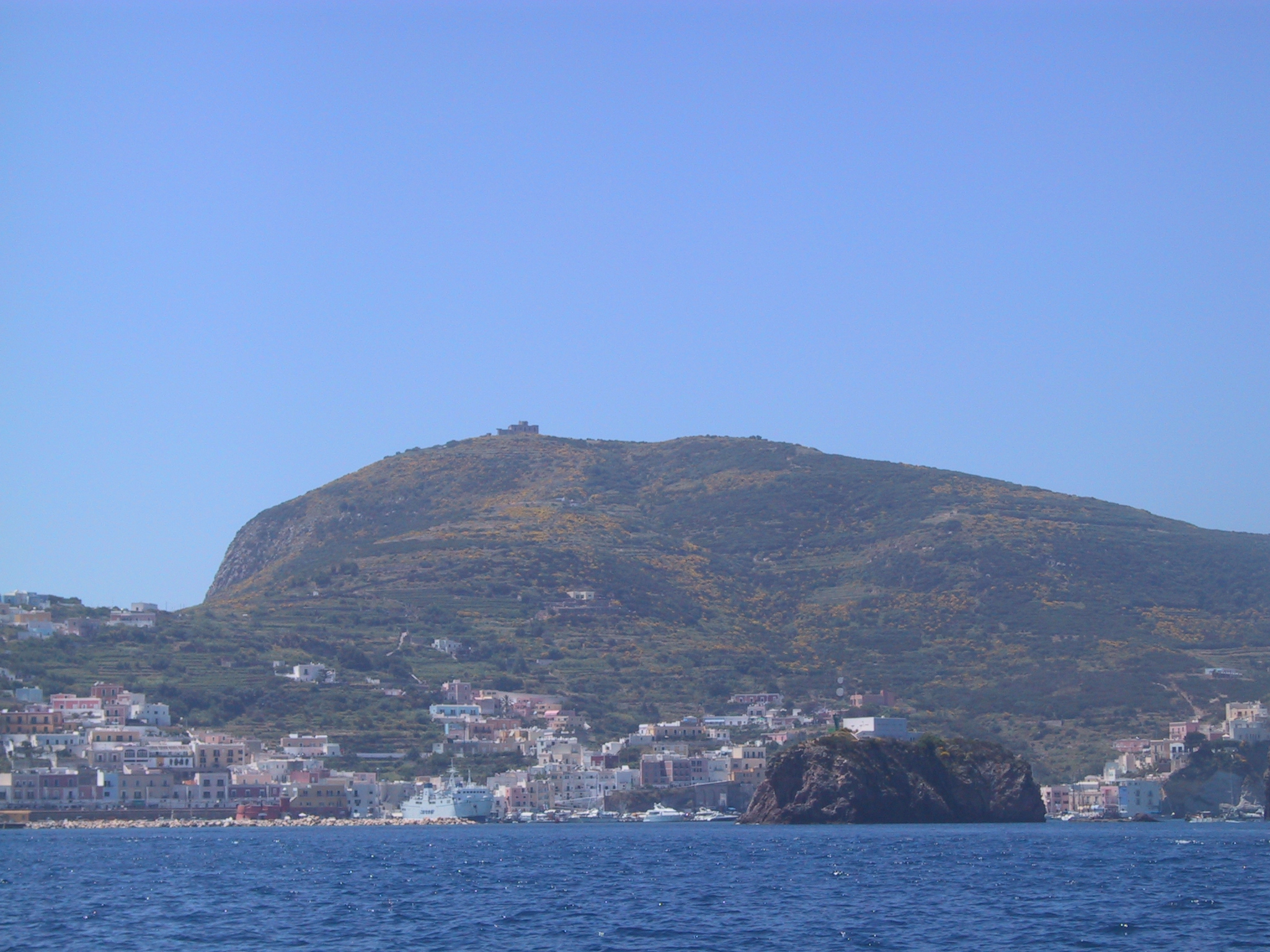
Felseninsel Scoglio Ravia vor Ponza

Über Kunst-am-Bau-Finanzierungen konnte Querner sehr früh neben Barbara Haeger und Maria Pirwitz – sie galten als die erfolgreichen jungen Frauen und waren Schülerinnen von Professor Edwin Scharff – Bronzeskulpturen im öffentlichen Raum schaffen.
1964 erhielt Ursula Querner den Edwin-Scharff-Preis. Werke von ihr befinden sich in den Kunsthallen von Rostock und Hamburg. Plastiken von ihr stehen im öffentlichen Raum, an Schulen, Kirchen und sonstigen Gebäuden. Allein in Hamburg zählte man 2018 noch 26 Arbeiten Querners im öffentlichen Raum, die in den 1950er und 1960er Jahren mit Mitteln des Programms „Kunst am Bau“ angeschafft worden waren.
1985 wurde nach ihr die Ursula-Querner-Straße in Hamburg-Neuallermöhe benannt.

## Privatleben

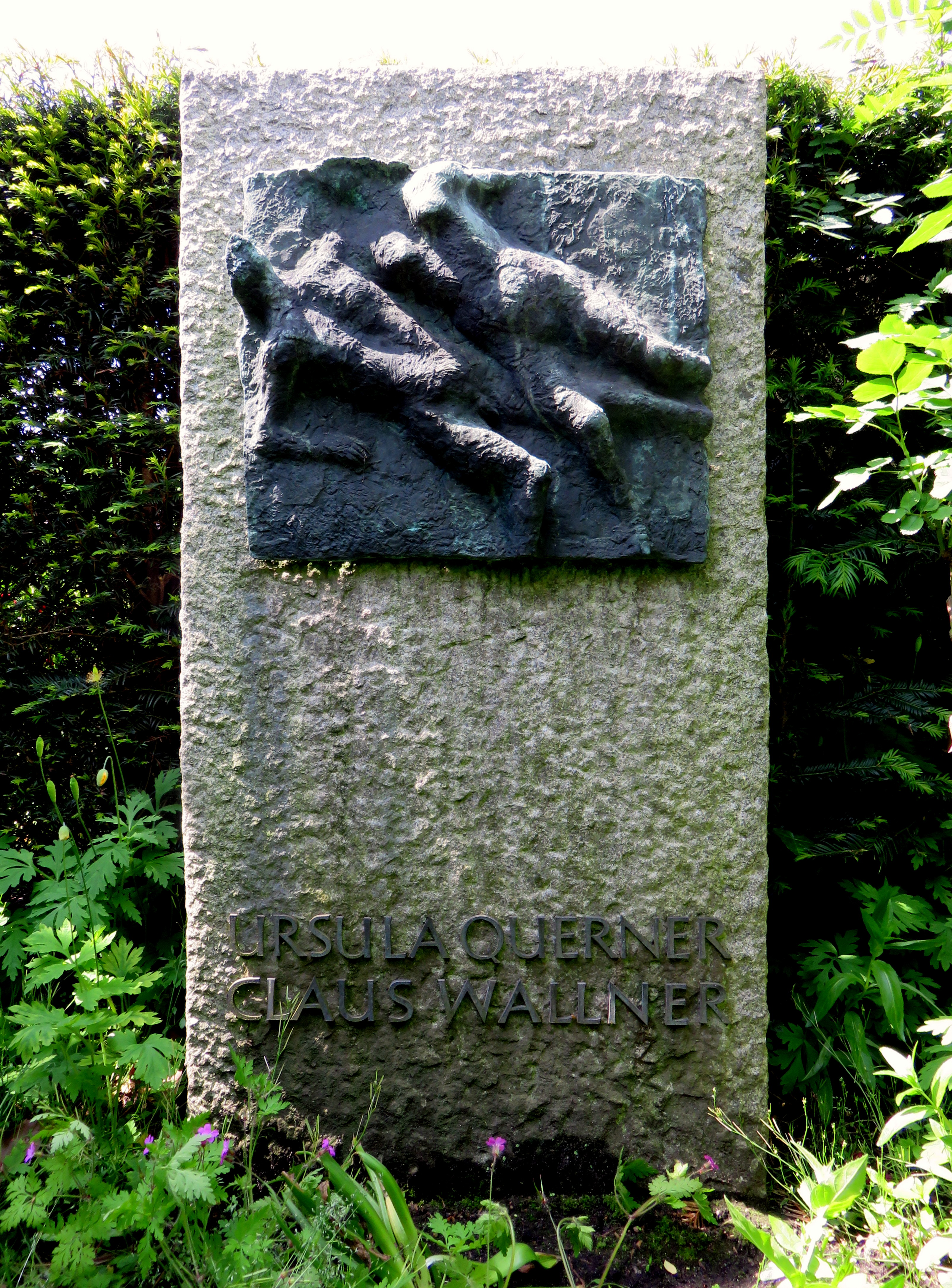
Grab Ursula Querner / Claus Wallner, Friedhof Bernadottestraße

Auf Scoglio Ravia, einer kleinen Felseninsel – 100 Meter breit, 20 Meter lang und 20 Meter hoch – im tyrrhenischen Meer vor der italienischen Insel Ponza richtete sie zusammen mit ihrem Mann 1961 ein Sommerwohn- und Atelierhaus ein. Dort verbrachte die Künstlerfamilie regelmäßig vier Monate im Jahr. Querner begann zu tauchen; Motive der Unterwasserwelt finden sich von nun auch in ihren Arbeiten.
Ursula Querner wohnte und arbeitete mit ihrem Mann und den zwei gemeinsamen Kindern Florentine (* 1955) und Dorothee (* 1958), die später ebenfalls Künstlerinnen wurden, zuletzt in Hamburg-Groß Flottbek. Sie starb 1969 im Alter von 48 Jahren an Krebs. Ihr Mann heiratete 1970 ihre Schwester, die Bildweberin Erika Querner und führte offene Arbeiten und Entwürfe zu Ende, beispielsweise den Schwertfischträger, eine Auftragsarbeit für das Hauptzollamt Hamburg.
Die gemeinsame Grabstätte von Ursula Querner und ihrem Mann Claus liegt auf dem Ottensener Stadtfriedhof, dem Friedhof Bernadottestraße, ihr Grabstein trägt ein Bronzerelief mit einem Liebespaar.

## Werke (Auswahl)

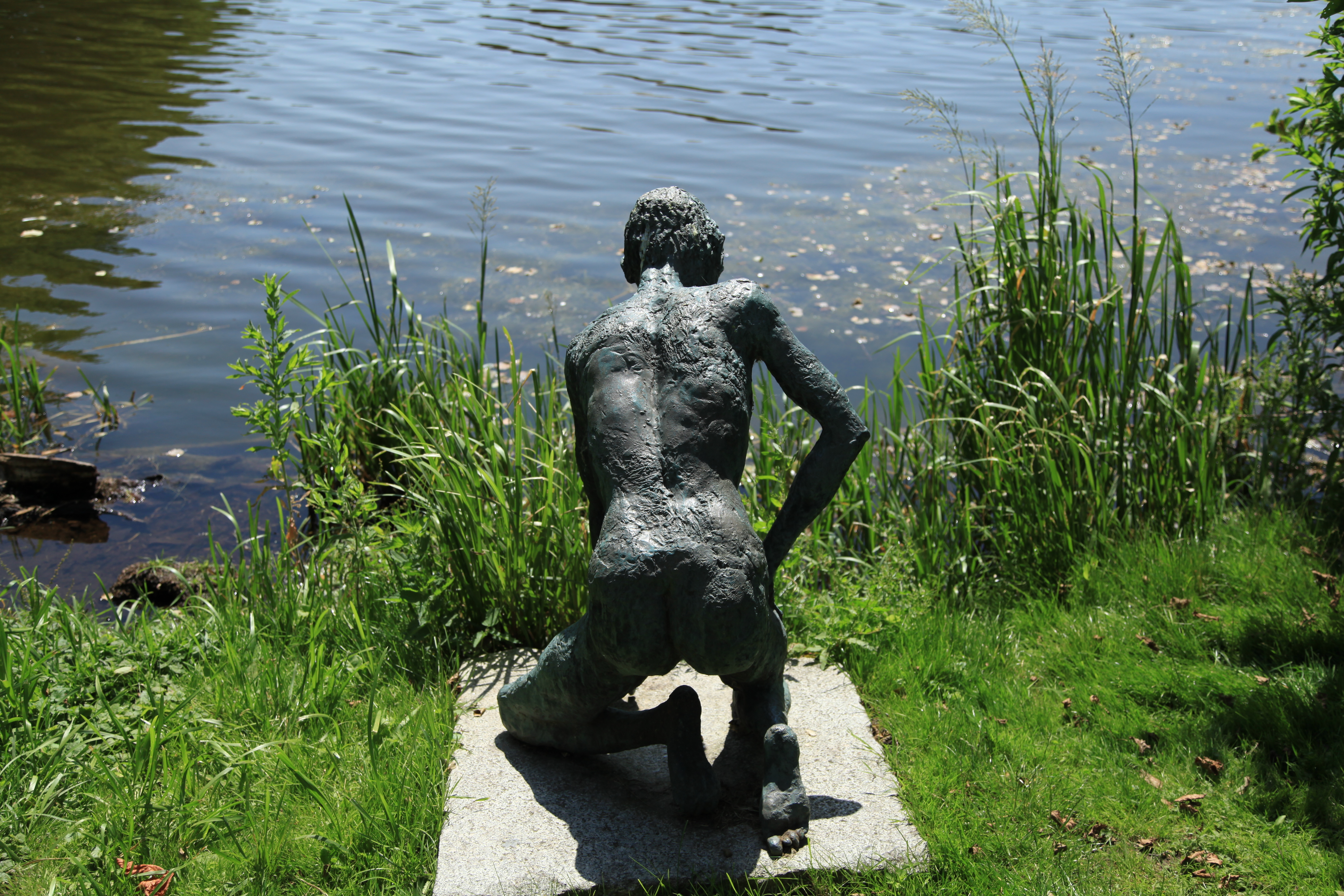
Narziss von Ursula Querner, 1964/1965, im Skulpturenpark Schloss Gottorf in Schleswig

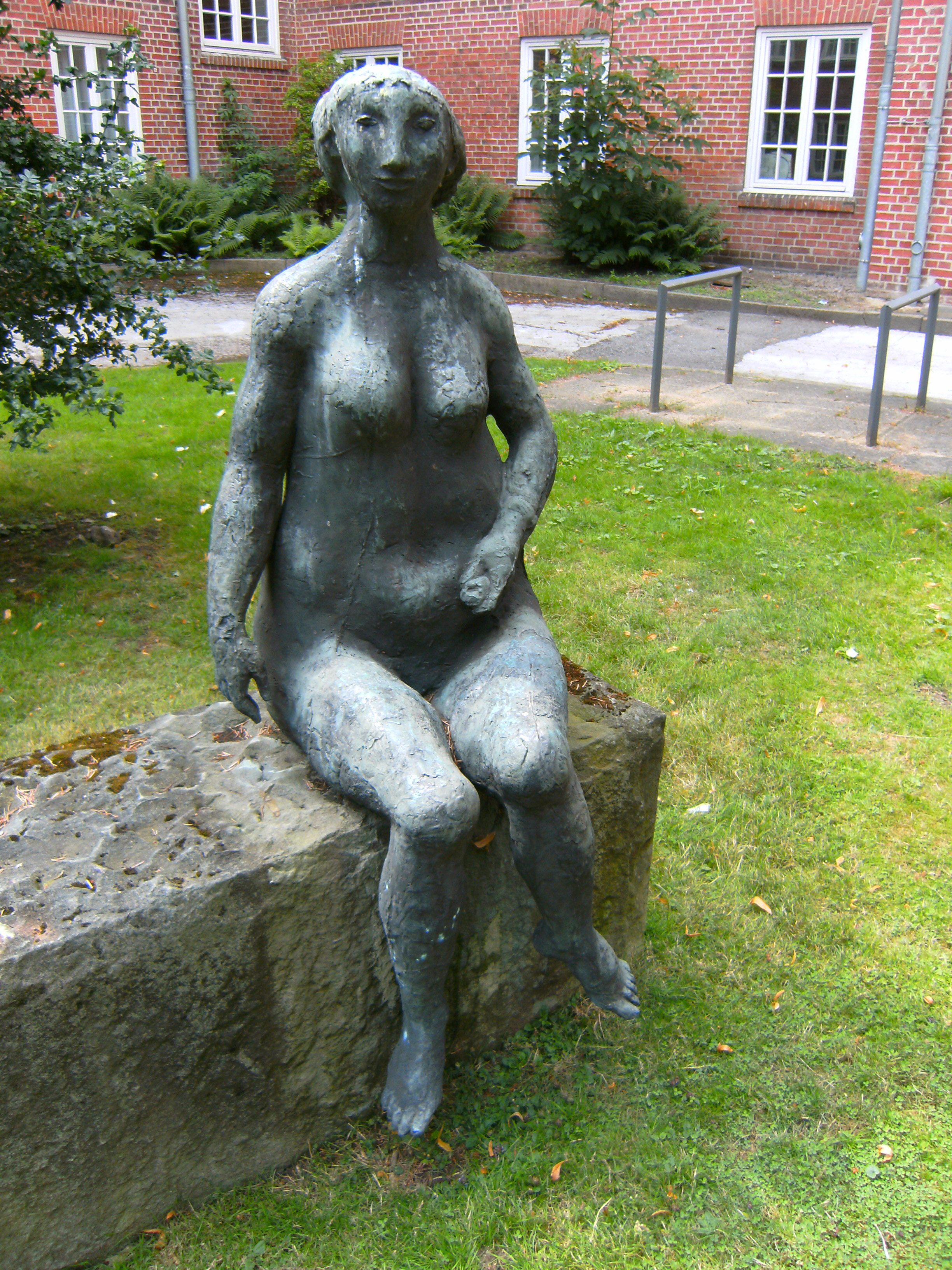
Hamburg, Finkenau, Innenhof des Mediencampus: Bronzeskulptur Ceres von Ursula Querner (1921–1962)

- Kruzifixe in zahlreichen Kirchen des Hamburger Umlandes
- Christusfigur, in den 50er Jahren ursprünglich geschaffen für die Stephanuskirche in Eimsbüttel und im Dezember 2010 aus der Apostelkirche Eimsbüttel gestohlen.[11] Nach Kontaktaufnahme mit Querners Tochter und einem Spendenaufruf wurde sie 2019 durch ein Neuguss ersetzt.[12]
- Kanzel der Erlöserkirche (Hamburg-Borgfelde) sowie der Dreifaltigkeitskirche (Hamburg-Hamm)
- Aurora, eine weibliche Gestalt, Bronzeplastik, 1953 in Planten un Blomen am Kräutergarten
- Eselreiter, Bronzeplastik, 1956 (bei den Grindelhochhäusern), ein 2. Abguss der Plastik wurde kurze Zeit später im Volkspark von Hagen/Westfalen aufgestellt. Die Skulptur in Hagen wurde mehrfach beschädigt, zuletzt im Februar 2016.[13]
- Orpheus und Eurydike, Bronzeplastik zur griechischen Sage Orpheus und Eurydike, hergestellt 1958, war eine Auftragsarbeit für das Altersheim Averhoffstraße (Uhlenhorst) – ein Zweitguss von Eurydike stand 1963 anlässlich der IGA-Hamburg in den Wallanlagen und wurde 1971 in den Alsterpark versetzt, im Oktober 2011 teilzerstört[14] und im Juli 2012 wiederhergestellt[15]
- Daphnis und Chloe, 1958, Bronzeplastik zur gleichnamigen Liebesgeschichte (siehe Daphnis und Chloe), Auftragsarbeit für die SAGA. Ursprünglicher Standort: Goethestrasse, Altona. Derzeit am Haupteingang der Holsten-Brauerei in der Holstenstrasse, ebenfalls Altona
- Christus als Weltenrichter, Muschelkalkrelief an der Christuskirche Flensburg-Mürwik, 1958[16]
- Drei Knaben, Bronzeplastik, 1960, Standort: Berne, An der Berner Au
- Panflötenspieler, Bronzeplastik, 1961, Standort: Hamburg-Heimfeld, SAGA-Siedlung Eißendorfer Pferdeweg/Schüslerweg
- Ceres, 1961, Innenhof der ehemaligen Frauenklinik Finkenau (Mediencampus), Hamburg
- Farbige Verglasung von rund 4.000 Betonwaben, 1961/1962, St. Johannes (Neustadt in Holstein)
- Narziss, 1964/1965, Schloss Gottorf auf der Schlossinsel in Schleswig
- Hauptstücke (Altartisch, Altarkreuz, Taufbecken), 1965, Ansgarkirche (Hamburg-Othmarschen)
- Großer Taucher, 1965, Bronzeplastik im Schwimmbad am Bondenwald in Niendorf
- Reiherplastik, 1965, Bronzeplastik, Hamburg-Neugraben, Baugenossenschaft Süderelbe, Kleinfeld
- Altarkreuz, vier Altarleuchten, Taufschale und Türdrücker, 1966, Wichernkirche (Lübeck)
- Liegendes Paar, 1966, Bronzeskulptur, Grünanlage Holitzberg 298, Hamburg-Langenhorn
- Frau und Esel, 1966, Bronzeplastik am Günter-Lütgens-Haus in Steenbek-Projensdorf, Kiel
- Gruppe von fünf Sitzenden auch genannt Bürger von Billstedt, 1967, Bronzeplastik in Hamburg-Billstedt
- Twen-Gruppe, 1968, Bronzeplastik in Rahlstedt
- Erlkönig, 1968, Bronzeplastik in Neuwiedenthal
- Schwertfischträger, 1969, Bronzeplastik, Standort: Hauptzollamt Hamburg-Hafen, Indiastraße 4 (Australiastraße)
- Tauben-Mädchen in Harburg
- Bronzetaufbecken, 1987 in der Kirche von Nienstedten[17]
- Jongleur-Gruppe, Bronze, 195 cm, 1962, Grünanlage Hohe Liedt 67, Hamburg-Langenhorn[18]
- Delphine (1969) in der Heinrich-von-Ohlendorff-Str. 20, Senator-Neumann-Heim[19][20] in Hamburg-Bergstedt
- einige weitere Werke befinden sich in der Hamburger Kunsthalle

Plastiken von Ursula Querner im öffentlichen Raum
Eselreiter, 1956, Grindelhochhäuser, Hamburg
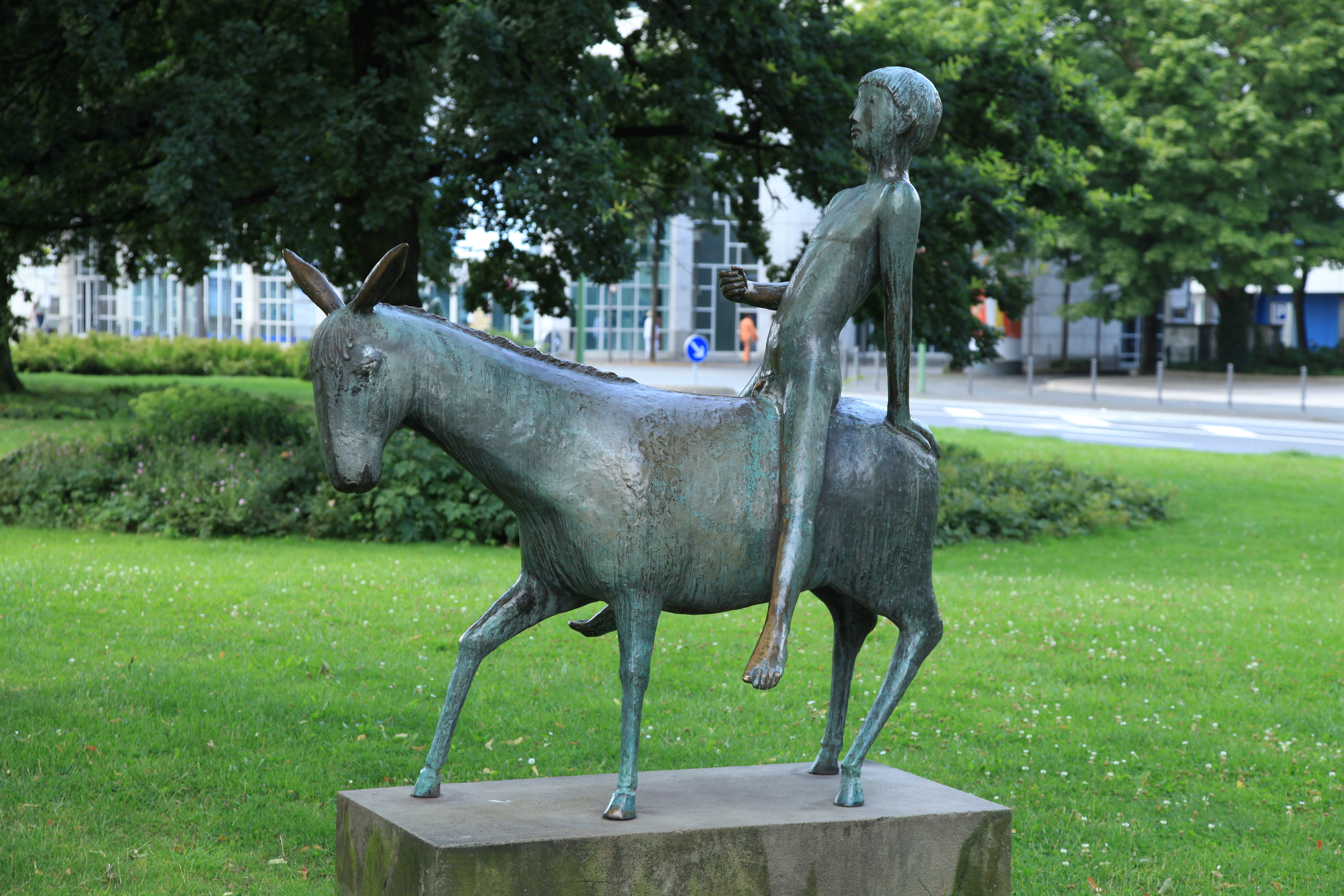
Eselsreiter, 2. Abguss der Plastik, nach 1956, Volkspark in Hagen
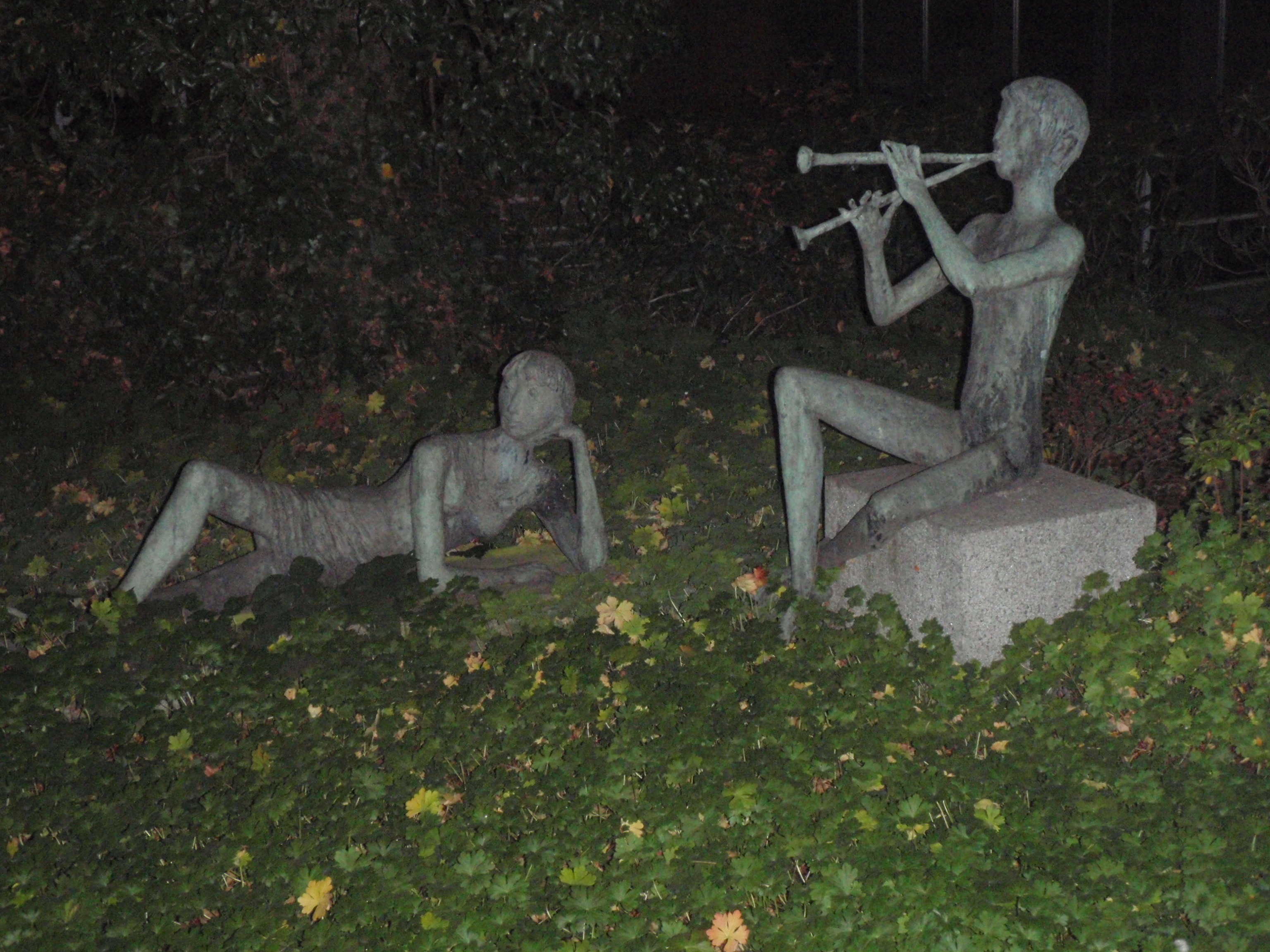
Daphnis und Chloe, 1958, Haupteingang der Holsten-Brauerei in Hamburg Altona
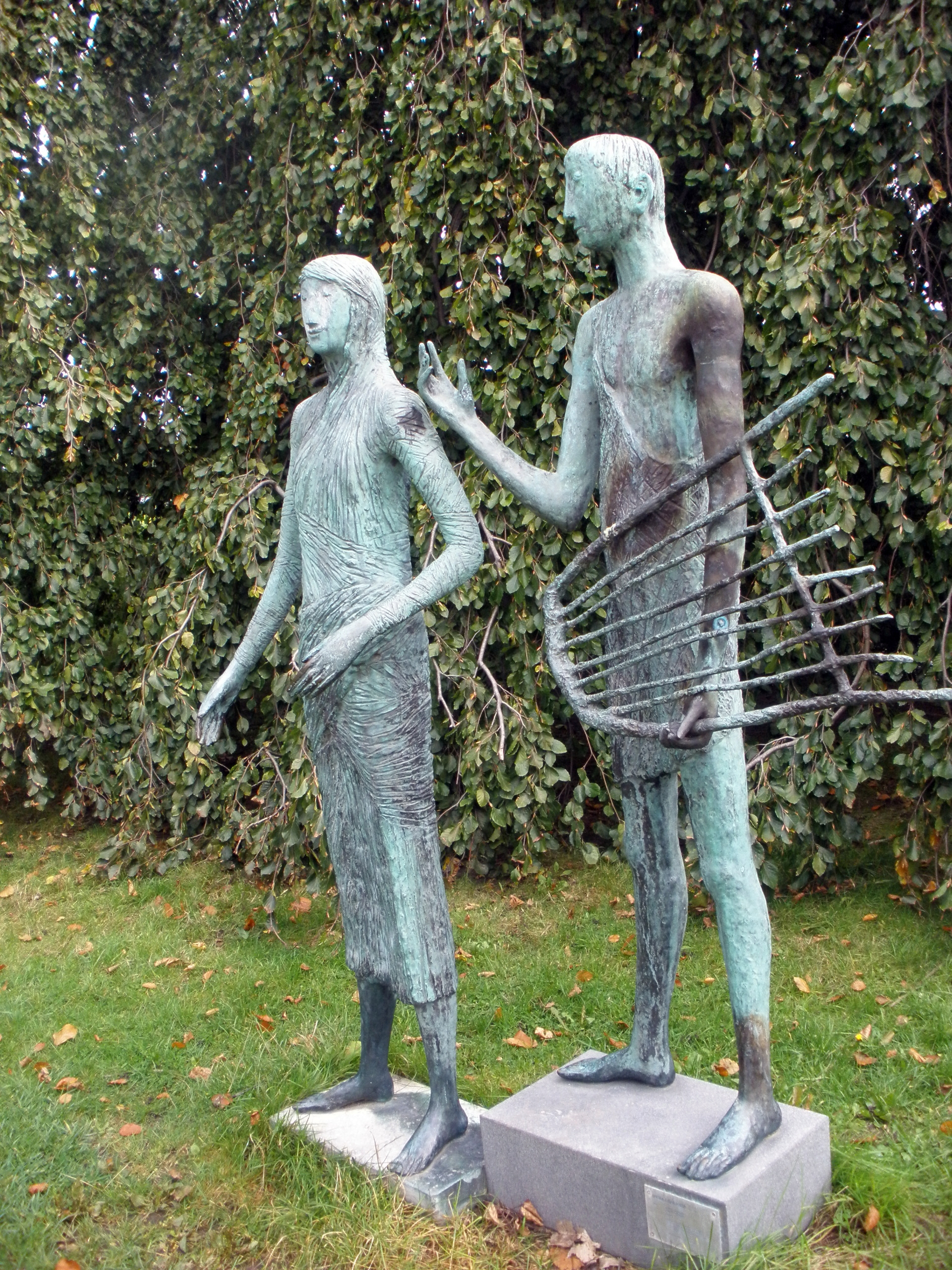
Orpheus und Eurydike, 1958, Standort, Alstervorland am Harvestehuder Weg
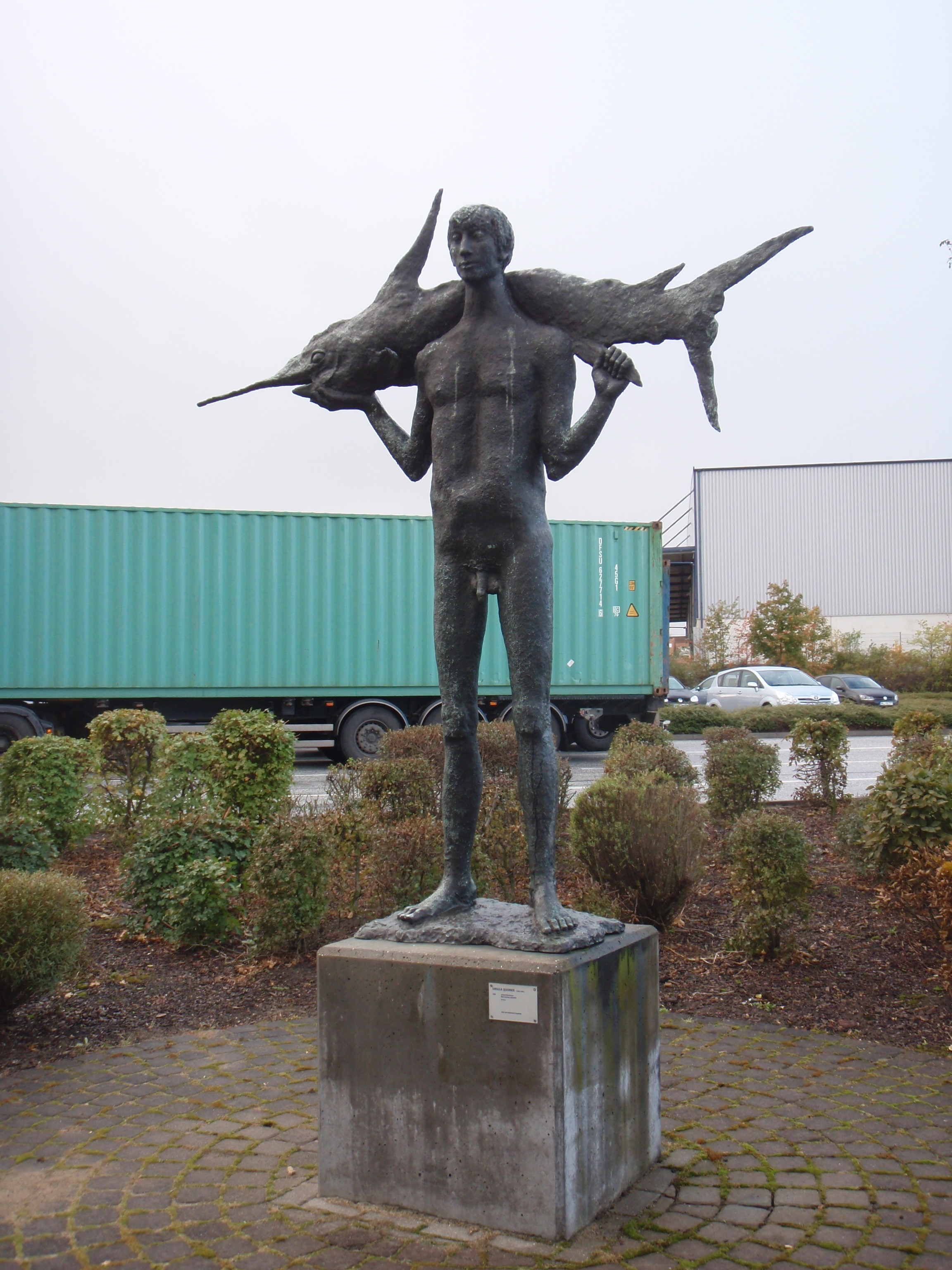
Schwertfischträger, 1969, am Hauptzollamt Hamburg-Hafen
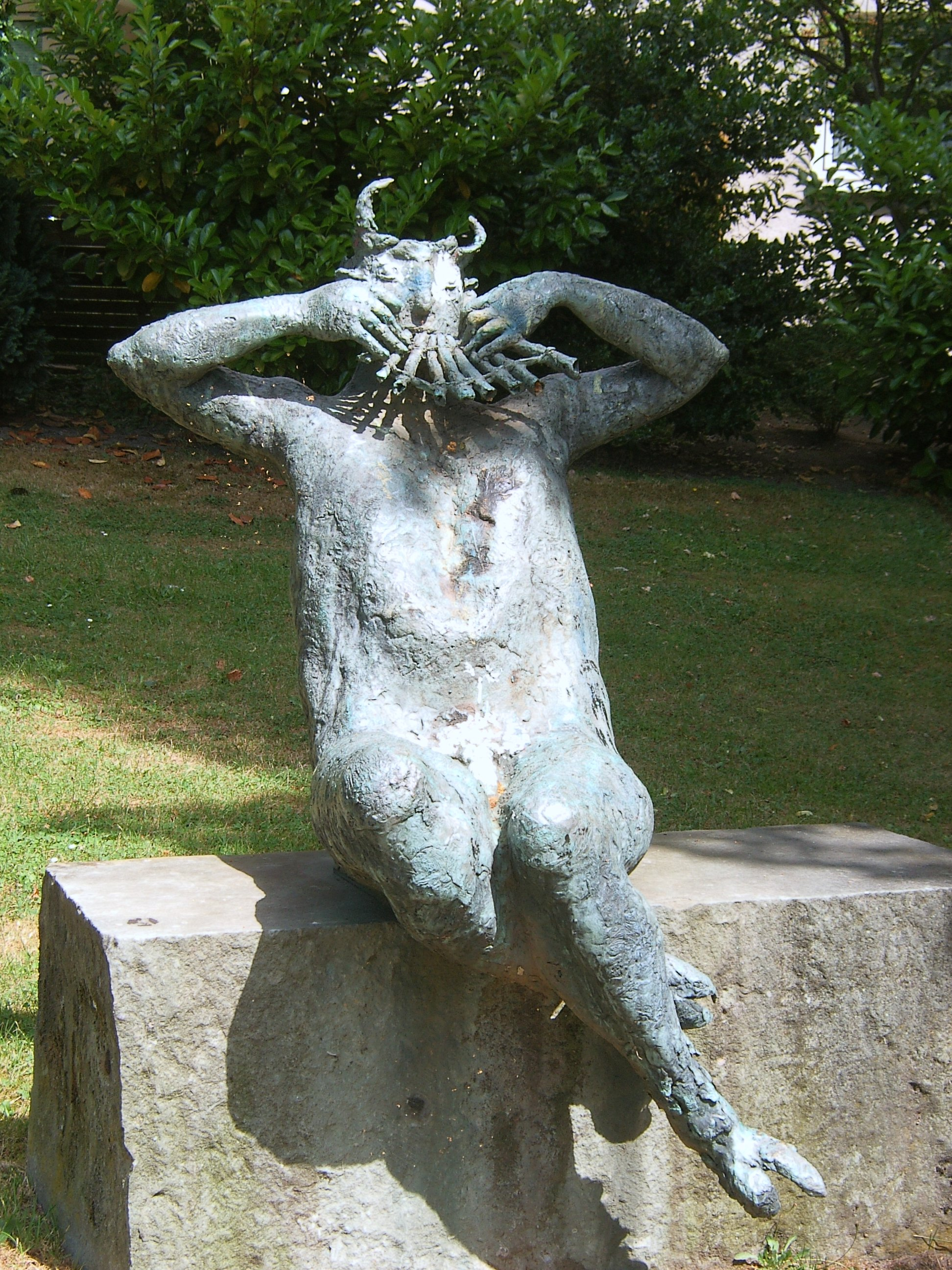
Panflötenspieler, 1961, Hamburg-Heimfeld
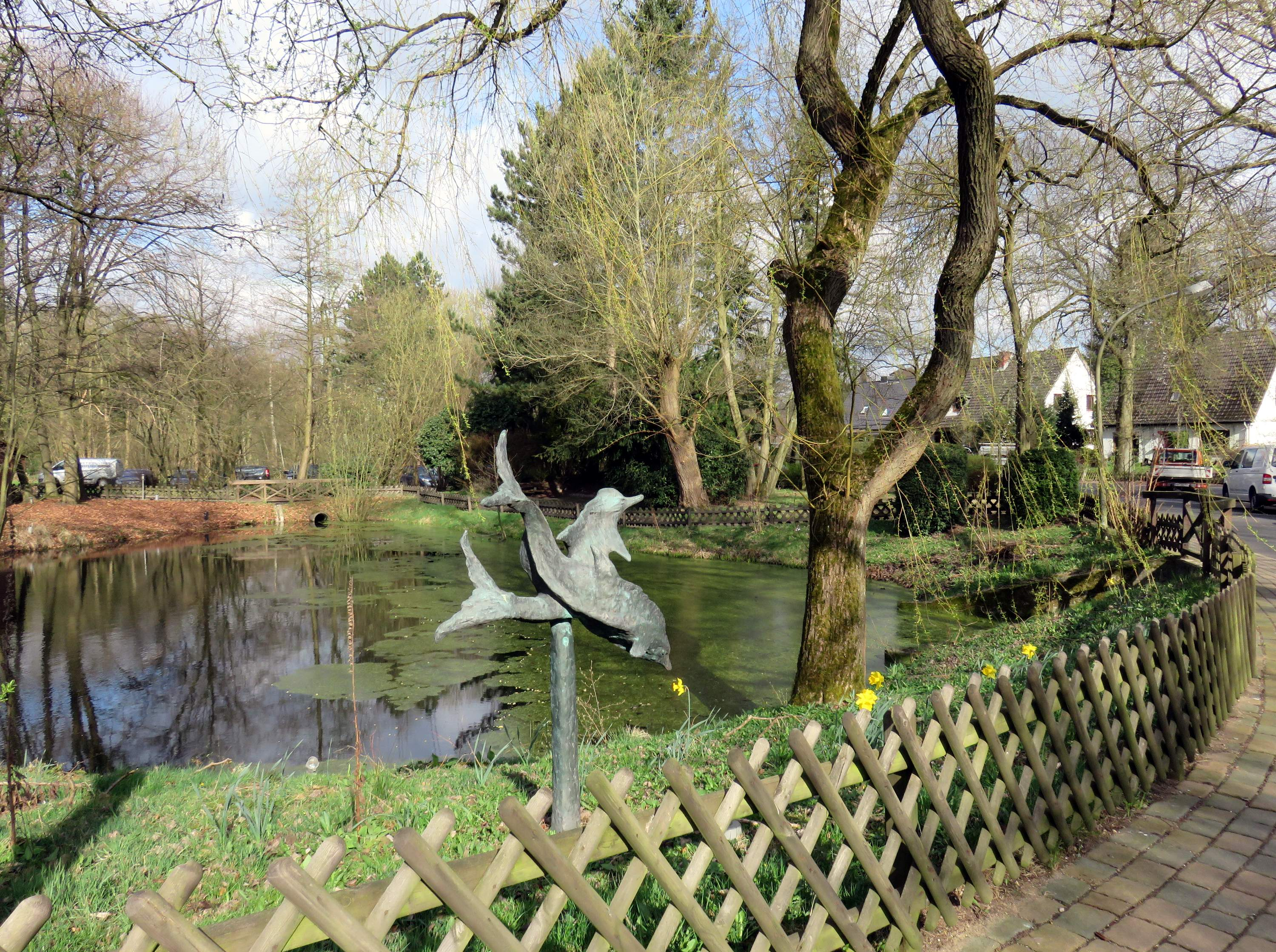
Delphine, 1969, Hamburg-Bergstedt

Kirchliche Werke von Ursula Querner
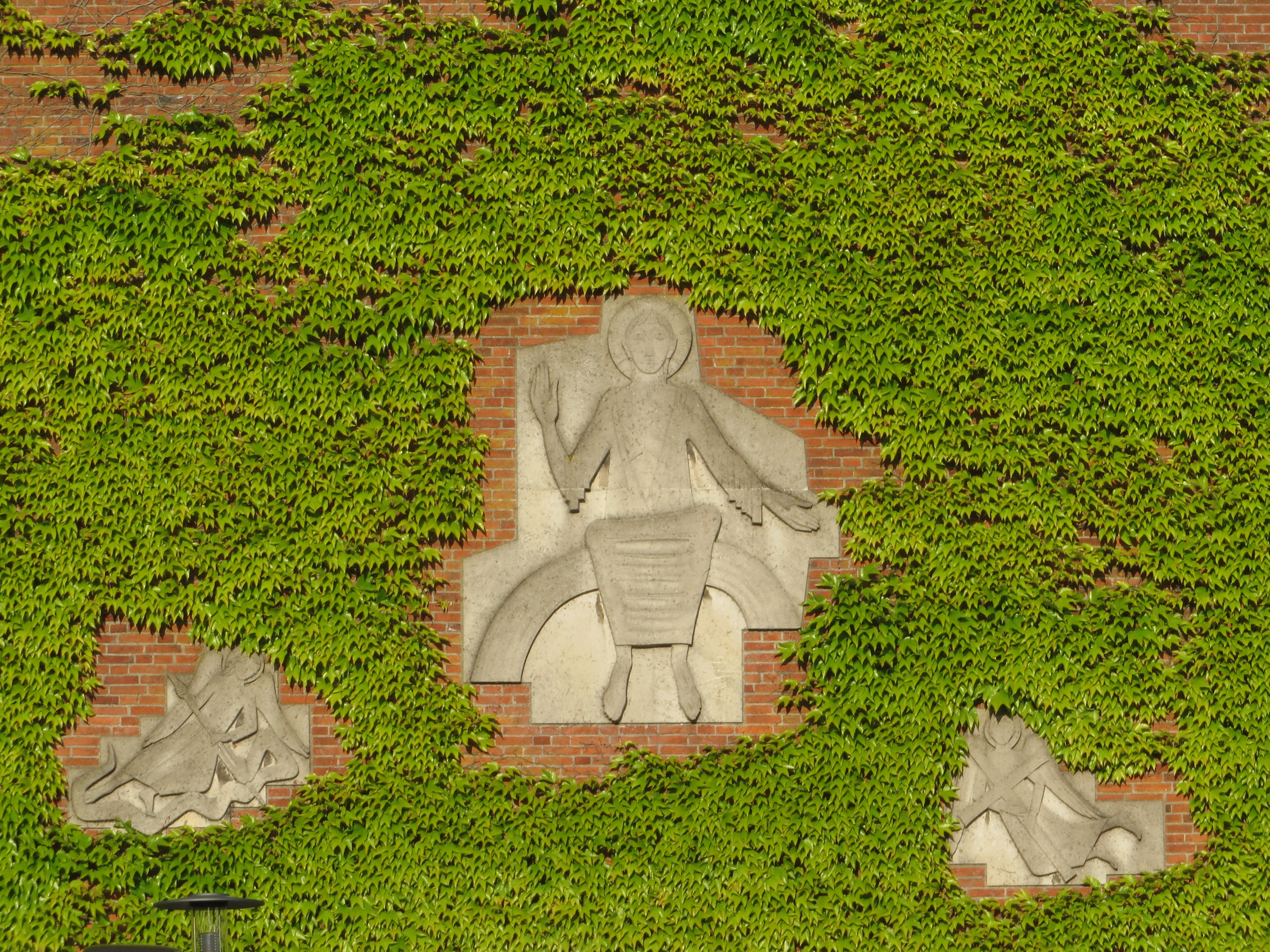
Christus als Weltenrichter über dem Hauptportal der Christuskirche Flensburg-Mürwik, 1958
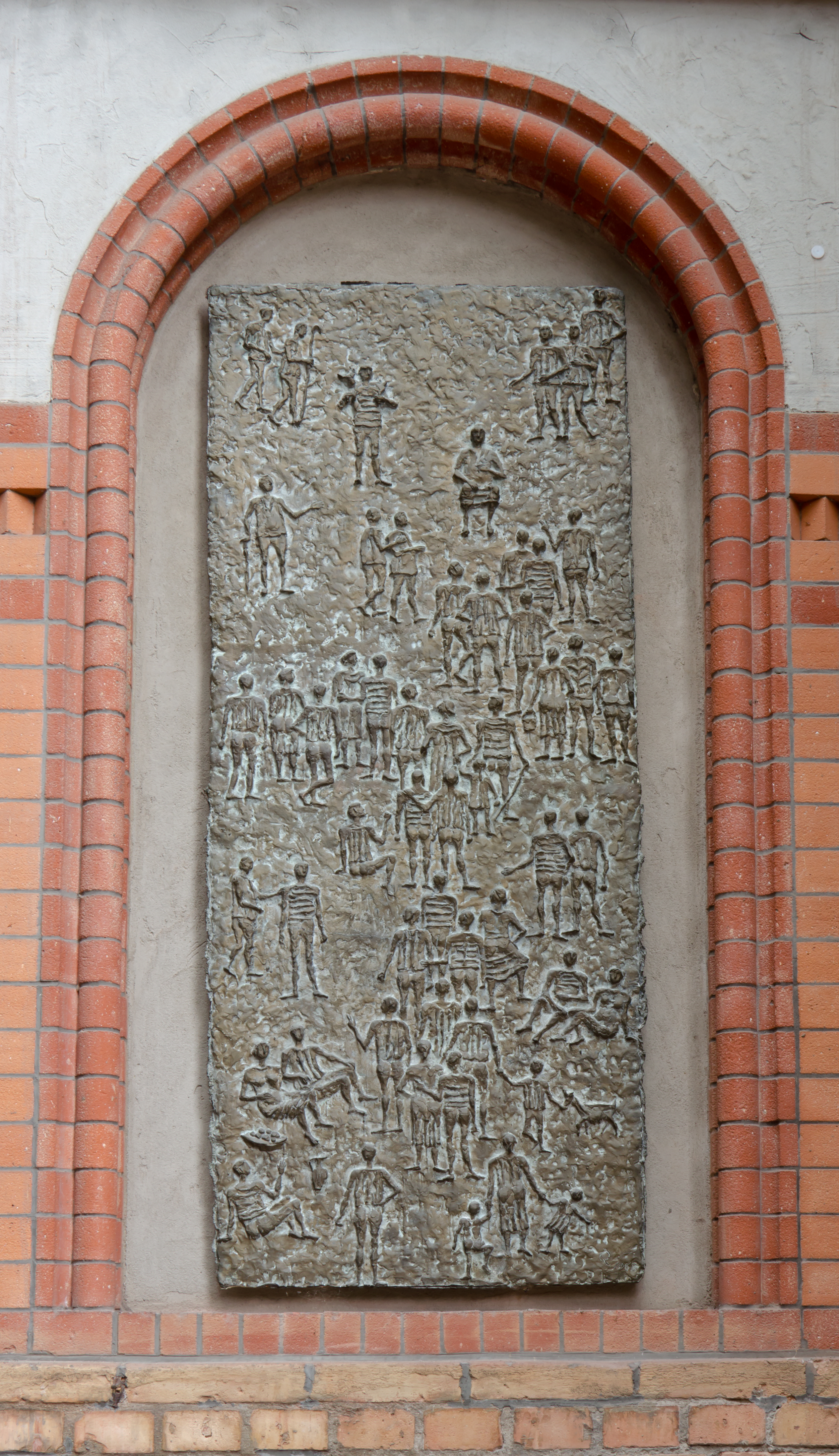
Relief, 1965, Apostelkirche Hamburg-Eimsbüttel
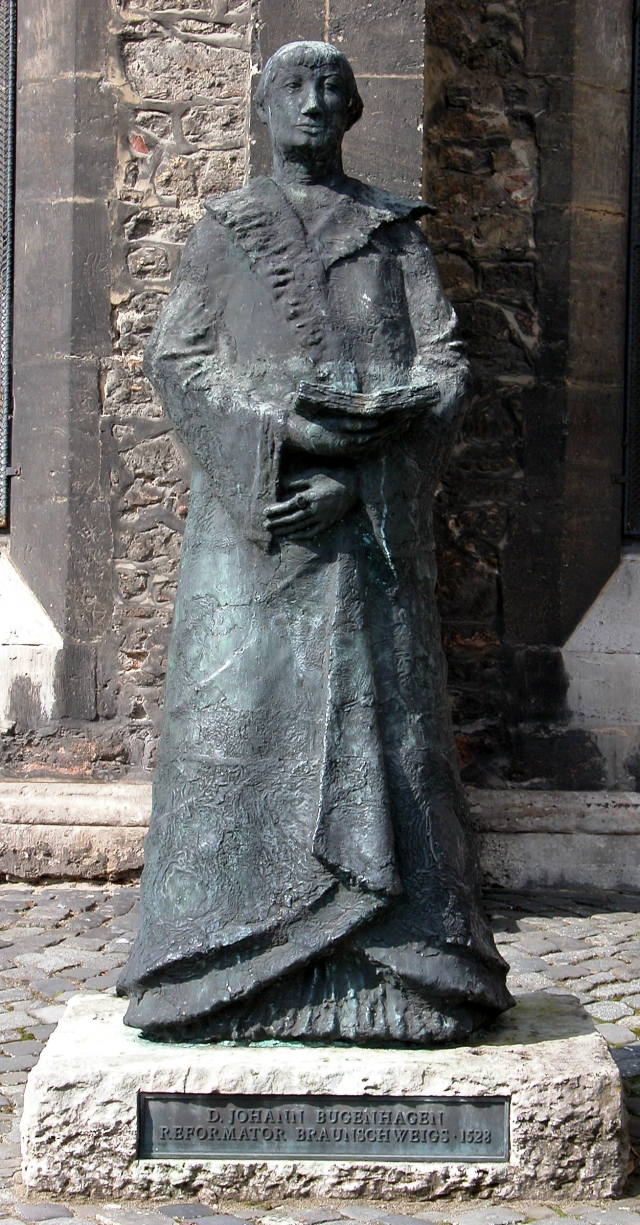
Bugenhagen-Denkmal, 1970, Braunschweig an der Brüdernkirche
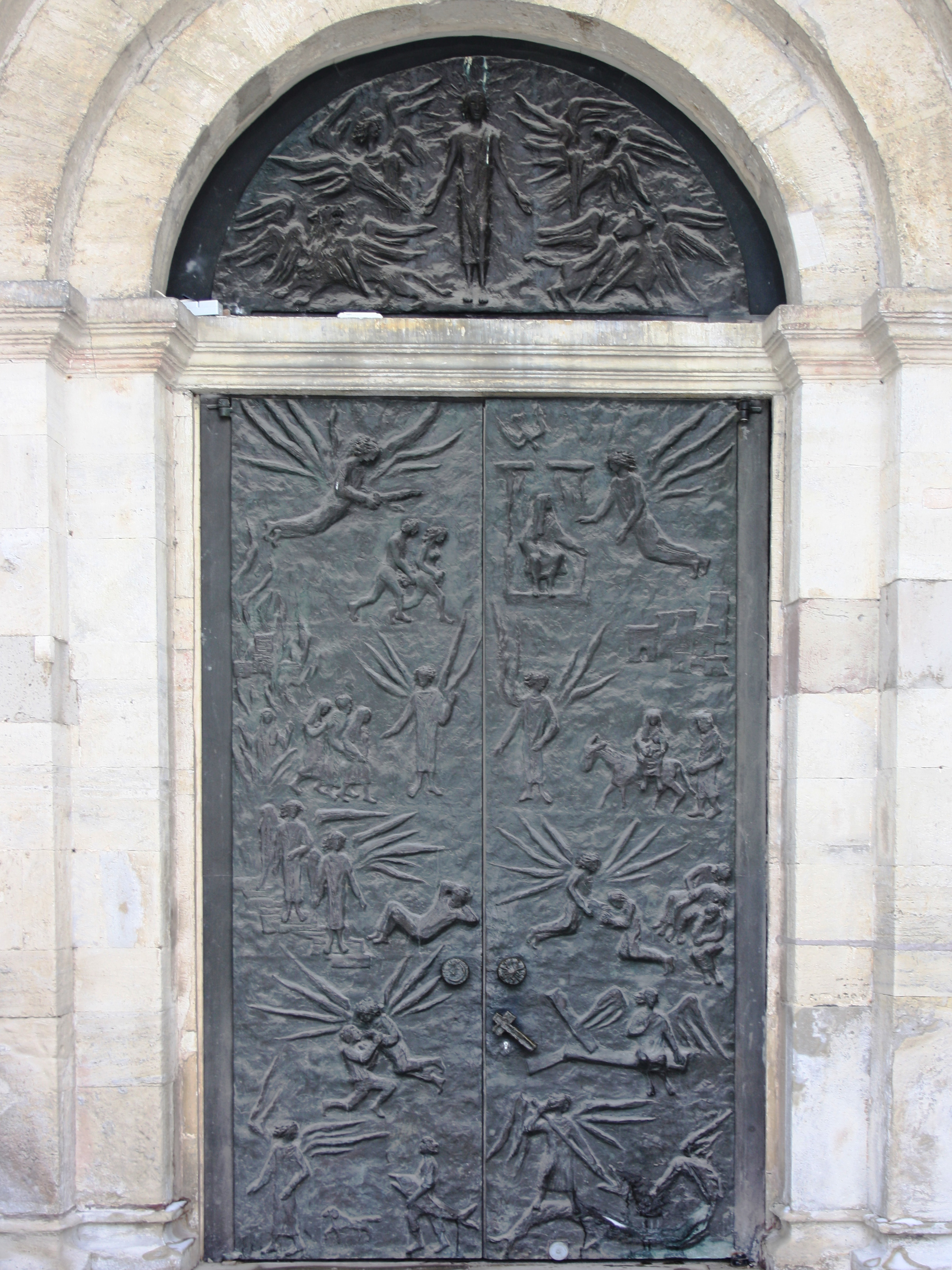
Bronze-Portal Stiftskirche Gandersheim, 1971
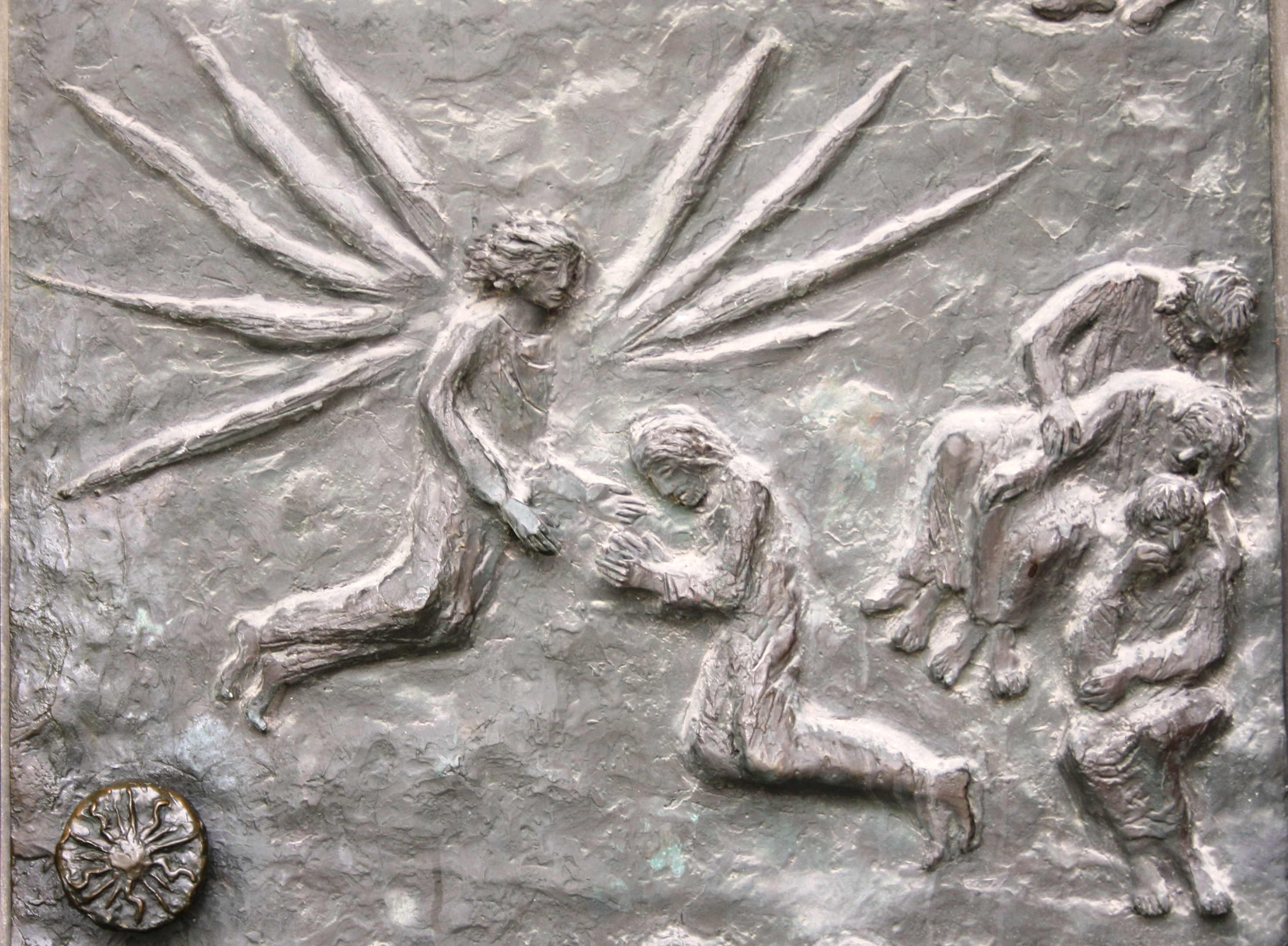
Stiftskirche Gandersheim. Bronze-Portal (Detail), 1971